# Концепція оборони і будівництва Збройних Сил України
Концепція оборони і будівництва Збройних Сил України — один з перших спільних концептуальних документів Кабінету Міністрів України та комісії Верховної  Ради  України  з  питань  оборони  і  державної безпеки, що був ухвалений постановою Верховної Ради України від 11 жовтня 1991 року N 1659-XII. У Концепції передбачалося, що Україна поступово, з урахуванням усіх факторів національної безпеки, реалізуватиме намір стати в майбутньому нейтральною, без'ядерною державою, яка не братиме участі у військових блоках, натомість дотримуватиметься усіх договорів і угод щодо незастосування ядерної зброї. Концепція визначала, що Збройні Сили України складатимуться з трьох видів: Сухопутних військ (Військ наземної оборони), Військово-Повітряних Сил і Сил Протиповітряної оборони (Військ повітряної оборони), Військово-Морських Сил. У Концепції було визначено повноваження Міністра оборони України і Головного штабу Збройних Сил України.

## Передумови
Проголошення 24 серпня 1991 року Акту про незалежність України гостро визначило потребу у створенні відповідної структури, яка могла б забезпечити безпеку молодої держави, у тому числі шляхом збройного захисту її від зовнішніх посягань. Це дало поштовх процесу розробки нормативно-правової бази з питань військового будівництва та національної безпеки. Адже з отриманням незалежності Україна опинилася віч-на-віч з рядом проблем, які потребували вирішення: які Збройні Сили мати, як їх будувати, які завдання перед ними ставити, до яких форм і способів застосування готувати, як організувати керівництво та всебічне забезпечення тощо. З метою упорядкування процесу розбудови державного інституту, покликаного убезпечити суспільство і державу від наявних та майбутніх загроз, виникла гостра потреба в започаткуванні процесу розробки і прийняття відповідних законодавчих актів Верховною Радою України. Особливістю цього процесу було те, що вітчизняні законодавці не мали власного досвіду в розробці основоположних документів у галузі безпеки і оборони. Адже ж в Українській РСР як складової частини Радянського Союзу не було власних військових структур, а тому і не було власного законодавства, яке б регулювали їх діяльність. А ті військові формування, які функціонували на території України, були невід'ємною частиною загальнодержавних воєнних організацій і діяли на підставі законів СРСР.

## Основні положення
Концепція розкриває основні принципи і напрямки будівництва та сфери діяльності війська. Документ орієнтує формування і розвиток української армії шляхом поетапного скорочення і послідовного переформування військ на принципах розумної достатності. Згідно Концепції оборони і будівництва Збройних Сил процес їх створення має супроводжуватися значним скороченням воєнних формувань, чисельності особового складу, зброї і бойової техніки. Документ розглядає проблеми, які торкаються органів військового управління, фінансово-економічного забезпечення і соціального захисту військовослужбовців.
Документом визначалося, що «будівництво Збройних Сил України здійснюється з урахуванням факторів, що обумовлюють специфічність створення видів і родів військ, системи управління, порядку комплектування з'єднань і частин у мирний та воєнний час». Передбачається, що створення Збройних Сил України здійснюється «в процесі підготовки (удосконалення) правової бази, відпрацювання механізму реалізації законів та інших рішень з оборонних питань і організації органів адміністративного воєнного управління»
Основні положення концепції: 

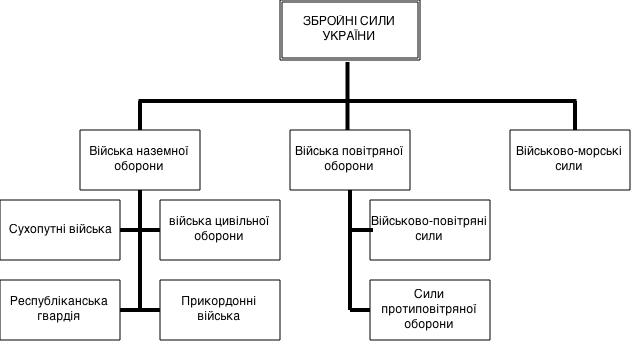
Проект структури ЗСУ 1991 згідно Концепції оборони і будівництва Збройних Сил України

1. Збройні Сили України «передбачають три види військ: Сухопутні війська (Війська наземної оборони), Військово-повітряні сили і Сили протиповітряної оборони (Війська повітряної оборони), Військово-морські сили. До Військ наземної оборони також належать Прикордонні війська, Республіканська гвардія і війська цивільної оборони». Наведений склад Збройних Сил України дає підстави зробити висновок, що вони є сукупністю окремих державних структур або окремих озброєних (воєнних) організацій, які, застосовуючи наявні власні сили і засоби, здатні забезпечити в цілому захист держави від можливої агресії (наприклад, Сухопутні війська, Військово-повітряні сили, Сили протиповітряної оборони, Військово-морські сили, Прикордонні війська, війська цивільної оборони) та ліквідацію загроз, що можуть виникати всередині держави (наприклад, Республіканська гвардія).
2. Запропонована структура Збройних Сил України, зведена до рівня принципу їх створення, свідчить про те, що це положення повинно лежати в основі інших правових документів, які будуть прийматися пізніше в розвиток законодавства у сфері оборони і національної безпеки. Адже в Постанові Верховної Ради України, якою схвалювалася розглянута Концепція, чітко сказано, що проекти інших законів України, у тому числі, про оборону України, про Збройні Сили України, про Республіканську гвардію України[4], про прикордонні війська України випливають з цієї Концепції.
3. Концепцією чітко визначене і обмежене коло військових державних структур, які входять до складу Збройних Сил: Сухопутні війська, Військово-повітряні сили, Сили протиповітряної оборони, Військово-морські сили, Прикордонні війська, Республіканська гвардія, війська цивільної оборони.
4. Концепцією запропоновано створити такі органи військового управління з наданням їм відповідних статусу і повноважень:

- Верховна Рада України (здійснює законодавче регулювання в галузі оборони, національної безпеки та військового будівництва; затверджує воєнну доктрину України, бюджетні асигнування на оборону, загальну структуру Збройних Сил України та їх чисельність; визначає основні напрями військового співробітництва з іншими державами у воєнній сфері; призначає Міністра оборони України);
- Президент України (а до його обрання - Голова Верховної Ради України) - Головнокомандувач Збройними Силами, приймає рішення про введення воєнного стану, оголошення війни та використання Збройних Сил України; оголошує загальну, часткову та цільову мобілізацію; призначає та звільняє вище командування Збройних Сил України і дає санкцію на використання Збройних Сил для ліквідації наслідків стихійного лиха, значних аварій та катастроф;
- Рада оборони України (вищий державний орган керівництва питаннями оборони і безпеки України; розробляє основні напрями воєнної політики та військового будівництва);
- Міністр оборони України (керує Збройними Силами України; проводить єдину воєнно-технічну політику; подає проекти планів використання Збройних Сил і комплексні плани їх розвитку; несе відповідальність за стан і розвиток Збройних Сил, їх бойову та мобілізаційну готовність, своєчасне розгортання і захист територіальної цілісності держави);
- Головний штаб Збройних Сил України (основний орган безпосереднього управління військами (силами) у мирний і воєнний час; керує будівництвом Збройних Сил; реалізує воєнно-політичні та воєнно-технічні рішення; планує і керує оперативною, мобілізаційною та бойовою підготовкою військ (сил); забезпечує керівництво підготовкою та використанням видів (родів) військ та Збройних Сил в цілому.

5.  Збройні Сили України повинні були здійснювати поетапне скорочення і послідовне переформування військ Київського, Одеського, Прикарпатського військових округів, чотирьох повітряних армій, окремої армії протиповітряної оборони, ракетної армії та Чорноморського флоту;
6.  Оснащення військ сучасними ОВТ;
7.  Орієнтація ОПК на виробництво перспективних зразків озброєнь; 

## Значимість в Українській військовій історії
Концепція стала важливою правовою основою будівництва Збройних Сил України. На підставі цього, а також прийнятих раніше Верховною Радою України законів були сформовані та прийнятті інші закони та укази:
- 6 грудня 1991 року Верховною Радою був прийнятий Закон України «Про оборону України».
- 12 грудня 1991 р. Президент України Л. Кравчук видав Указ «Про Збройні Сили України»[7], згідно з яким постановив Міністру оборони України не пізніше 20 січня 1992 р. подати на затвердження Президенту України план утворення структур Збройних Сил України.[8]
- 20 січня 1997 року Указом Президента України затверджено Державну програму будівництва та розвитку Збройних Сил України до 2005 року, якою визначено поетапну реалізацію основних положень Концепції будівництва та розвитку Збройних Сил України.

## Критика
Аналіз змісту Концепції дає підстави зробити висновок, що при визначенні складу Збройних Сил України вітчизняні військові науковці і законодавці виходили з загальноприйнятого на той час положення, що Збройні Сили держави є воєнною (збройною) організацією, яка об’єднує в своєму складі різні за призначенням воєнні організації, можна так сказати, нижчого рівня, які в цілому і в комплексі вирішують завдання з забезпечення безпеки держави.
Незважаючи на те, що в Концепції оборони та будівництва Збройних Сил України визначено, що Збройні Сили України є сукупністю військових державних структур, що забезпечують захист України і її народу від зовнішніх і внутрішніх загроз, наступні законодавчі акти (закони «Про оборону України», «Про Збройні Сили України», Воєнна доктрина України і, нарешті, Конституція України) визначили, що Збройні Сили України є окремою самостійною військовою державною структурою, відповідальною за ліквідацію лише зовнішніх загроз безпеки. Крім того слід зазначити, що Концепція має розбіжності в поглядах на роль і місце Збройних Сил України в системі забезпечення оборони держави, виникає розбіжність у написанні термінів та різниться погляд на власні назви в порівнянні з іншими законами та актами, що були прийняті пізніше (зокрема з законом  «Про оборону України» та «Про збройні сили України»). Внаслідок наведених розбіжностей виникають зміни в ролі Президента України, як Верховного Головнокомандувача, в послідуючих законах зменшується ширина впливу Президента на збройні формування країни
Крім того на думку експертів в документі були допущенні наступні помилки стратегічного значення:
- не проведено прогнозування на найближчу й середньострокову перспективу можливих змін основних показників економіки держави в принципово нових умовах її функціонування;
- не враховано ресурсних обмежень і небезпечних темпів виведення з експлуатації наявних озброєнь через вичерпання технічного ресурсу вже в середньостроковій перспективі;
- не розроблено достатньо обґрунтованих шляхів компенсації можливих наслідків взаємозалежності ОПК України та оборонної промисловості РФ на випадок негативних тенденцій у ВТС зі східним сусідом.

Допущені помилки негативно позначилися на змісті Військової доктрини — основі військового й військово-технічного будівництва в державі.